# میلتیادس (پاپ)

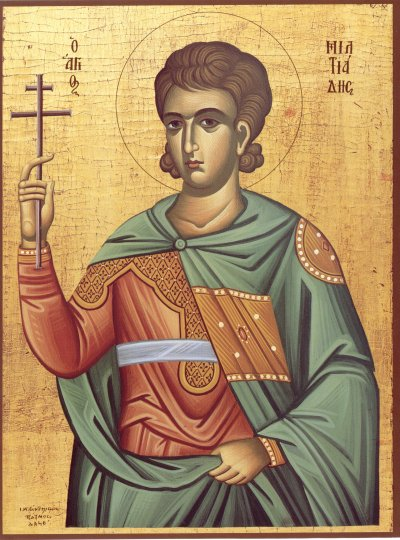

پاپ میلتیادس (به یونانی: Μιλτιάδης) یکی از پاپ‌های کلیسای کاتولیک رم بود و بین سال‌های ۳۱۱ تا ۳۱۴ میلادی پاپ بود.
گمان می‌رود که پاپ میلیتادس در  آفریقا (آفریقای روم) زاده شده باشد. در دورانی که او پاپ بود، آزار و اذیت مسیحیان در  امپراتوری روم پایان یافت و مسیحیت به طور فزاینده‌ای از سوی امپراتوران روم پذیرفته و سرانجام به دین رسمی امپراتوری روم تبدیل شد.
اما این حرکت بیشتر از سوی امپراتور بود تا اینکه ترفندی از سوی میلتیادس باشد. کنستانتین بزرگ به میلیتادس یک کاخ هدیه کرد و بدین ترتیب او نخستین پاپی شد که اقامتگاه رسمی داشت. پاپ میلیتادس همچنین اجازه ساخت کلیسای لوتریان را از کنستانتین گرفت. این کلیسا که نخستین کلیسا در رم بود و گاهی در آیین کاتولیک به عنوان «مادر همه کلیساها» خوانده می‌شد در سال ۱۰۸۴ (میلادی) بدست افراد رابرت گیسکارد تخریب شد.